# Cachoeiras de Macacu (kommun)
Cachoeiras de Macacu är en kommun i Brasilien.   Den ligger i delstaten Rio de Janeiro, i den sydöstra delen av landet, 900 km sydost om huvudstaden Brasília. Antalet invånare är 54 370.
Följande samhällen finns i Cachoeiras de Macacu:
- Cachoeiras de Macacu

Omgivningarna runt Cachoeiras de Macacu är huvudsakligen savann. Runt Cachoeiras de Macacu är det ganska tätbefolkat, med 70 invånare per kvadratkilometer.